# Zschorno
Zschorno (niedersorbisch Carna) ist ein bewohnter Gemeindeteil der Gemeinde Jämlitz-Klein Düben des Amtes Döbern-Land im Landkreis Spree-Neiße in Brandenburg. Bis zum 18. Oktober 1937 hieß der Ort Tzschorne und anschließend im Rahmen der nationalsozialistischen Germanisierung sorbischer Ortsnamen bis 1945 Hirschwinkel.

## Geografie
Der Ort liegt 2 Kilometer nordöstlich von Jämlitz, 5 Kilometer nordöstlich von Klein Düben, 7 Kilometer südöstlich von Döbern und 18 Kilometer südsüdöstlich von Forst (Lausitz). Die Nachbarorte sind Jerischke und Teichhäuser im Nordosten, Köbeln und Bad Muskau im Südosten, Alte Schänke, Jämlitz, Weißmühle und Hermannsmühle im Südwesten, Tschernitz im Westen sowie Eichwege im Nordwesten.

## Geschichte
Die erste urkundliche Erwähnung des Ortes stammt aus einem Beleg vom 4. Mai 1524. Darin wird er mit dem Namen Tzornau verzeichnet. Zu dieser Zeit war Zschorno ein Vassallendorf der edlen Herren von Bieberstein.

## In Zschorno geboren
- Albert von Brunn (1849–1895), Mediziner und Anatom